# 佐藤弘志
佐藤 弘志（さとう ひろし 1970年8月23日 - ）は、日本の実業家、プロ経営者、宅地建物取引士。ブックオフコーポレーション代表取締役社長、オープンハウス・ディベロップメント常務取締役、日販グループ傘下のダルトン代表取締役社長を経て、 現在、文教堂グループホールディングス取締役副社長、日販グループホールディングス執行役員、日販アイ・ピー・エス代表取締役社長。

## 来歴
1970年（昭和45年）、神奈川県相模原市出身。コンサルティング会社であるマッキンゼー・アンド・カンパニーへ就職するが、自分で会社を改革してみたくなり退社。出身地である神奈川県相模原市に本社を置くブックオフコーポレーションで坂本孝と出会い意気投合し、入社。
- 1995年3月 - 東京工業大学大学院社会理工学研究科修士課程修了
- 1995年3月 - マッキンゼー・アンド・カンパニー入社[1]
- 1997年8月 - ブックオフコーポレーション株式会社入社
- 1997年9月 - 同社 取締役企業戦略室担当
- 2003年4月 - ブックオフメディア株式会社 代表取締役
- 2007年4月 - ブックオフコーポレーション株式会社 執行役員企業戦略担当
- 2007年6月 - ブックオフコーポレーション株式会社 代表取締役社長[1]
- 2011年9月 - ブックオフコーポレーション株式会社 代表取締役社長を辞任
- 2012年1月 - オープンハウス・ディベロップメント 常務取締役
- 2013年9月 - オープンハウス・ディベロップメント 常務取締役を辞任
- 2014年2月 - ダルトン 代表取締役社長[1]
- 2016年11月 - 株式会社文教堂グループホールディングス 取締役[1]
- 2017年11月 - 株式会社文教堂グループホールディングス 取締役副社長[1]
- 2019年12月 - 日販グループホールディングス株式会社 執行役員[1]